# Meistera echinocarpa
Meistera echinocarpa là một loài thực vật có hoa trong họ Gừng. Loài này được Arthur Hugh Garfit Alston mô tả khoa học đầu tiên năm 1931 dưới danh pháp Amomum echinocarpum. Năm 2018, Jana Leong-Škorničková và Mark Newman chuyển nó sang chi Meistera mới được phục hồi.

## Phân bố
Loài này có trong khu vực bao gồm Sri Lanka, Lào, Java, Sulawesi tới Papuasia (quần đảo Bismarck).